# Mistrovství Evropy v ledním hokeji 1914

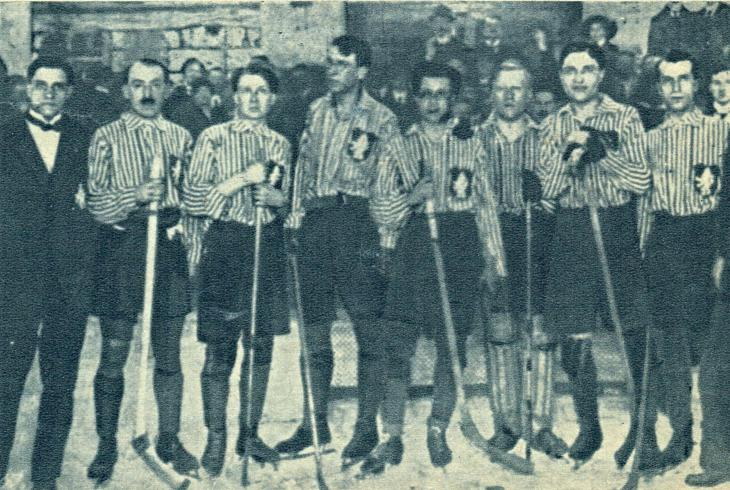
České hokejové mužstvo na ME v roce 1914. Zleva: Václav Pondělíček, Jan Fleischman, Karel Pešek "Káďa", František Rublič, Jaroslav Jirkovský, Karel Wälzer, Josef Páral a Jan Palouš.

5. Mistrovství Evropy v ledním hokeji se konalo od 25. do 27. února v Berlíně v Německu. Hrálo se za účasti tří mužstev jednokolovým systémem každý s každým. Druhý titul mistra Evropy zde pro sebe získali hráči Čech. Hrací doba byla 2x20 minut hrubého času.

## Průběh
Na turnaj nepřijeli opět hráči Švýcarska. Český tým přijel s obměněnou sestavou, v níž si tentokrát na úvod turnaje hladce poradil s mužstvem Belgie, které titul obhajovalo. V posílené sestavě na závěr turnaje zvládli Češi i duel s domácím týmem a stali se prvními, komu se podařilo vyhrát turnaj dvakrát. Pomohlo jim větší kluziště, na němž dokázali lépe kombinovat než soupeři a dobrá obrana. Poprvé zde na vrcholné akci reprezentoval Karel Pešek-Káďa, který byl též úspěšným fotbalistou.
Na třech ze čtyř evropských šampionátů, kterých se před první světovou válkou české národní mužstvo zúčastnilo, třikrát vybojovalo první místo – i když o jeden titul je nakonec připravila hokejová diplomacie – a jednou skončilo pouze horším poměrem branek druhé. V souhrnu deseti mistrovských zápasů let 1911 – 1914 osmkrát vyhrálo a nebylo poražené. Přitom mělo ze všech uchazečů o vavříny nejhorší podmínky k dosažení vrcholu.

## Výsledky a tabulka
|    |         | BOH | GER | BEL | V | R | P | Skóre | B |
| 1. | Čechy   | *** | 2:0 | 9:1 | 2 | 0 | 0 | 7:2   | 4 |
| 2. | Německo | 0:2 | *** | 4:1 | 1 | 0 | 1 | 6:3   | 2 |
| 3. | Belgie  | 1:9 | 1:4 | *** | 0 | 0 | 2 | 1:9   | 0 |

 Čechy –  Belgie 	9:1 (4:0, 5:1)
25. února 1914 – Berlín (Eispalast)	

Branky Čech: 1:0 5. Jaroslav Jirkovský, 2:0 8. Jaroslav Jirkovský, 3:0 14. Jaroslav Jirkovský, 4:0 18. Karel Pešek, 5:1 Jaroslav Jirkovský, 6:1 Jaroslav Jirkovský, 7:1 Karel Pešek, 8:1 Karel Pešek, 9:1 Jaroslav Jirkovský.

Branka Belgie: 4:1 21. Maurice Deprez.

Rozhodčí: Charles-George Hartley (GER)

Vyloučení: 15. František Rublič.
Čechy: Václav Pondělíček – Jan Fleischmann, František Rublič – Josef Loos – Karel Pešek, Jaroslav Jirkovský, Josef Páral.
 Německo –  Belgie 	4:1 (3:0, 1:1)	
26. února 1914 – Berlín (Eispalast)	

Branky Německa: Alfred Steinke, Franz Lange 2, Henri Kretzer.

Branka Belgie: Fernand de Blommaert.
 Čechy –  Německo 	2:0 (1:0, 1:0)
27. února 1914 – Berlín (Eispalast)

Branky Čech: 16. Jaroslav Jirkovský, 31. Josef Páral.
Čechy: Karel Wälzer – Jan Fleischmann, František Rublič – Jan Pallausch (Palouš) – Karel Pešek, Jaroslav Jirkovský, Josef Páral.

## Soupisky
1.  Čechy

Brankář: Karel Wälzer, Václav Pondělíček.

Obránci: Jan Fleischmann, František Rublič.

Záložník: Josef Loos.

Útočníci: Karel Pešek (Káďa), Jaroslav Jirkovský, Josef Páral, Jan Pallausch (Palouš).
2.  Německo

Brankář: Alfred Steinke.

Hráči: Werner Glimm, Bruno Grauel, Charles-George Hartley, Paul Martin, Franz Lange, Emil Rau, Ferdinand Lange, Henri Kretzer.
3.  Belgie

Brankář: Francois Vergult.

Hráči: Henri van den Bulcke, Maurice Deprez, Paul Geminne, Paul Loicq, Gaston van Folksom, Edgar Galasse, Fernand de Blommaert, Freddy Charlier.